# قط الرمال
قط الرمال أو هِر الرمال (باللاتينية: Felis margarita) من الحيوانات الثديية اللاحمة (آكلات اللحوم) والتي تتبع عائلة السنوريات (القططيات). ولا زال قط الرمال يعيش في الصحاري الأفريقية والآسيوية.

## الصِفات الخارجية
قط الرمال من أصغر الهررة، حيث يبلغ وزنه من 1.5 إلى 3.5 كيلوغرام، ويصل طول جسمه من 40 سم إلى 57 سم؛ بينما يصل طول الذيل من 30 سم إلى 35 سم؛ ويصل ارتفاعه عند الكتفين من 25 إلى 30 سم. وفي هذا النوع من الهرر يكون الذكر أكبر من الأنثى بنسـبة 25%. ويتميز عن باقي الأنواع برأس كبير وعريض، وأذنان كبيرتان تكونان دائماً بوضع أفقي، مما تساعدانه في التخفي وتبريد جسده في المناخ الصحراوي الحار.
ويغطي جسم قط الرمال شعر كثيف ناعم يحميه من بُرودة ليالي الشتاء، وجلده سميك جداً، وبهِ طبقة سُفلية من الفِراء، ويكون لون شعره رملي مُحمر وقد يكون رمادي في بعض الأحيان، ويوجد بياض تحت العينين وعلى الوجنتين، وكذلك تكون الرقبة بيضاء؛ هذا وتوجد حلقتان سوداوان قبل نهاية الذيل، وينتهي الذيل بلون أسود. والأذنان بُنيتان باصفرار ويوجد خط أسود على أطرافها من الخلف. ولهُ شوارب بيضاء تماماً، وباطن أقدامه الأربعة مكسوة بغزارة بشعر كثيف أسود يساعده في المشي على الرمال الحارة، وعدم الغوص فيها، وكذلك إخفاء آثار أقدامه، وهو كاليربوع الذي لهُ شعر في باطن قدميه يُساعده في القفز على الرمال.

## المعيشة والتغذية
قط الرمال مُتأقلم مع العيش في الصحراء تماماً، ويفضل الأماكن الرملية التي بها نباتات وكذلك الأماكن الحصوية، وهو بسبب عيشه في الصحاري البعيدة عن البشر، وكذلك لصِغر حجمهِ، استطاع أن يحافظ على نوعهِ بعدم التزاوج من الأنواع الأخرى من الهرر.
ويعتبر قط الرمال حيوان ليلي النشاط، يخرج فقط بعد حلول الظلام للبحث عن الطعام، وقد يبتعد عن جُحره مسافة 5 كيلومترات، كما دلت على ذلك بعض الدراسات، ليرجع لجُحره عند الفجر. ويتكون طعامه من قوارض الصحراء وزواحفها والحشرات وكذلك الطيور، وحتى الحيات السامة كالصل الأقرن، فهو يفاجئها بضربة سريعة على الرأس ثم يلحقها بعضة قوية في الرقبة حتى تموت. ومن عادته دفن الفرائس الكبيرة في الرمال ليعود لها ثانية عند الشعور بالجوع وانة لا يحتاج إلى الماء بل يروى ظمئه بالسوائل التي يمتصها من الحيوانات. ولهذا الهر سمع حاد، فبشكل أذناه وتركيبهما الداخلي يستطيع سماع أصوات القوارض وهي في الجحور تحت الرمال، ويُقال أنه يحفر أحياناً لاستخراجها. وهو كثيراً ما يجثم على الأرض بحيث يكون جميع جسمه ورأسه في مستوى الأرض، لِيتخفى عن فرائسه وأعدائه؛ ووضعه الطبيعي أن تكون رقبته على الرمال وأذناه في مستوى أفقي.
وأعداء هذا الهر في الصحراء بعد الإنسان هي العُقبان والبُوم والضباع والثعالب، ولا يتعرض للافتراس إلا الصغار، لأن الكبار تستطيع الدفاع عن نفسها أو الهرب سريعاً.
وهو يحفر له جُحراً تحت الشجيرات المُعمرة ويكون في آخره مكان مُهيأ للنوم، ويقول العلماء أنه في النهار يكون في وضع سُبات لا يتحرك البتة. وهو لا يلعق جسمه كباقي القطط، وذلك ليحافظ على الماء الذي في جسمه وكذلك للحفاظ على الطاقة، ففترة الصيف فترة طويلة لا يتواجد فيها الماء، وجسمه مُتأقلم على العيش بدون ماء، وهو يستمد الماء من سوائل أجسام فرائسه. وفي نهار الصيف الحار تكون درجة حرارة جُحر الهر أبرد من الخارج بمقدار ما بين 5 إلى 8 درجات مئوية، وذلك لوجود رطوبة في جُحره، ولبرودة استمدت من برد الليل، وعدم سقوط أشعة الشمس داخل الجُحر.

## السُلالات والانتشار

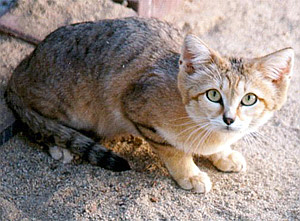
قط رمال من سلالة صحراء في الجزائر

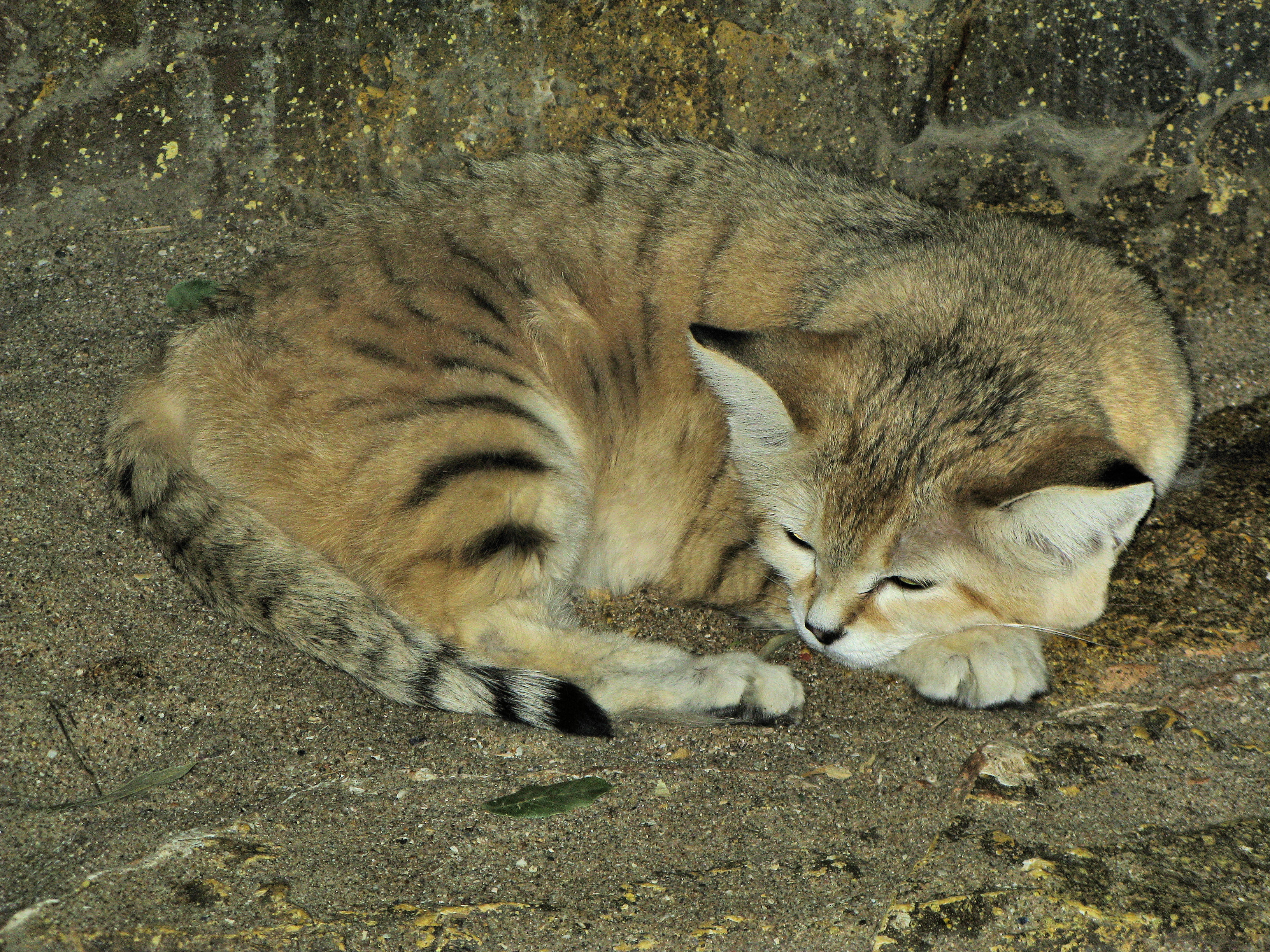
قط رمال في حديقة حيوانات بريستول.

ينتمي قط الرمال أو هِر الرمال لعائلة السنوريات (القططيات)، ولجنس الهررة (باللاتينية: Felis)، وتوجد منه ستة سُلالات مُختلفة:
- سُلالة شمال أفريقيا ، وهي الأكثر انتشاراً تعيش في الجزائر والمغرب
- السُلالة العربية، والتي تعيش في شمال وادي عربة وجنوب قطاع غزة وصحراء النقب بفلسطين، وفي وادي رم بالأردن، وصحراء الربع الخالي، وفي الصحاري الشرقية والوسطى بالسعودية، وفي صحاري الكويت واليمن وعمان والإمارات وقطر. كما تعيش السُلالة العربية في صحراء سيناء والصحراء المصرية.[6][7]
- سُلالة صحراء الليبية، تعيش في ليبيا ومصر.
- سُلالة شمال أفريقيا، تعيش في الصحراء الكبرى ليبيا.
- السُلالة الذهبية، تعيش في السودان والنيجر.
- السُلالة الباكستانية، توجد في باكستان.
- سُلالة آسيا الوسطى، تعيش في آسيا الوسطى.

## الحياة الاجتماعية
يعيش هِر الرمال حياة انفرادية كباقي الهرر، ويلتقي الذكر بالأنثى في موسم التزاوج على فترتين في السنة، الفترة الأولى في شهري مارس وأبريل والفترة الثانية في شهر أكتوبر، وتضع الأنثى مرتين في السنة الواحدة، وفي كل مرة تضع من 2 إلى 6 قطيطات بعد حمل مدته شهرين. تبقى القطيطات في الجُحر تحت رعاية الأم حيث تبدأ الجراء بفتح أعينها بعد أسبوعين، ثم بعدها بأسبوع تبدأ بالمشي. وتفطم بعد أن تبلغ من العمر خمسة أسابيع، ثم تترك القطيطات الأم بعد 4 أشهر لتعيش لِوحدها. وسن التزاوج لهذا الهر هي من 10 إلى 12 شهر. هذا وتصل أعمارها في البرية من 8 إلى 10 سنوات، بينما تعيش في الأسر بحدائق الحيوان حتى عُمر 13 سنة.

## وصلات خارجية
- تسجيل حديث لهر الرمال العربي من صحراء دولة الكويت.
- من حيوانات البيئة الكويتية : هِر الرمال.
- التسجيل الأول لهر الرمال العربي من قطاع غزة، فلسطين.
- هِر الرمال العربي في دولة قطر.
- هِر الرمال أو قِط الرمال (فِليس مارجاريتا، لوخة 1858).
- السنوريات (القططيات) في فلسطين.